# Stadion Wankdorf (2005)

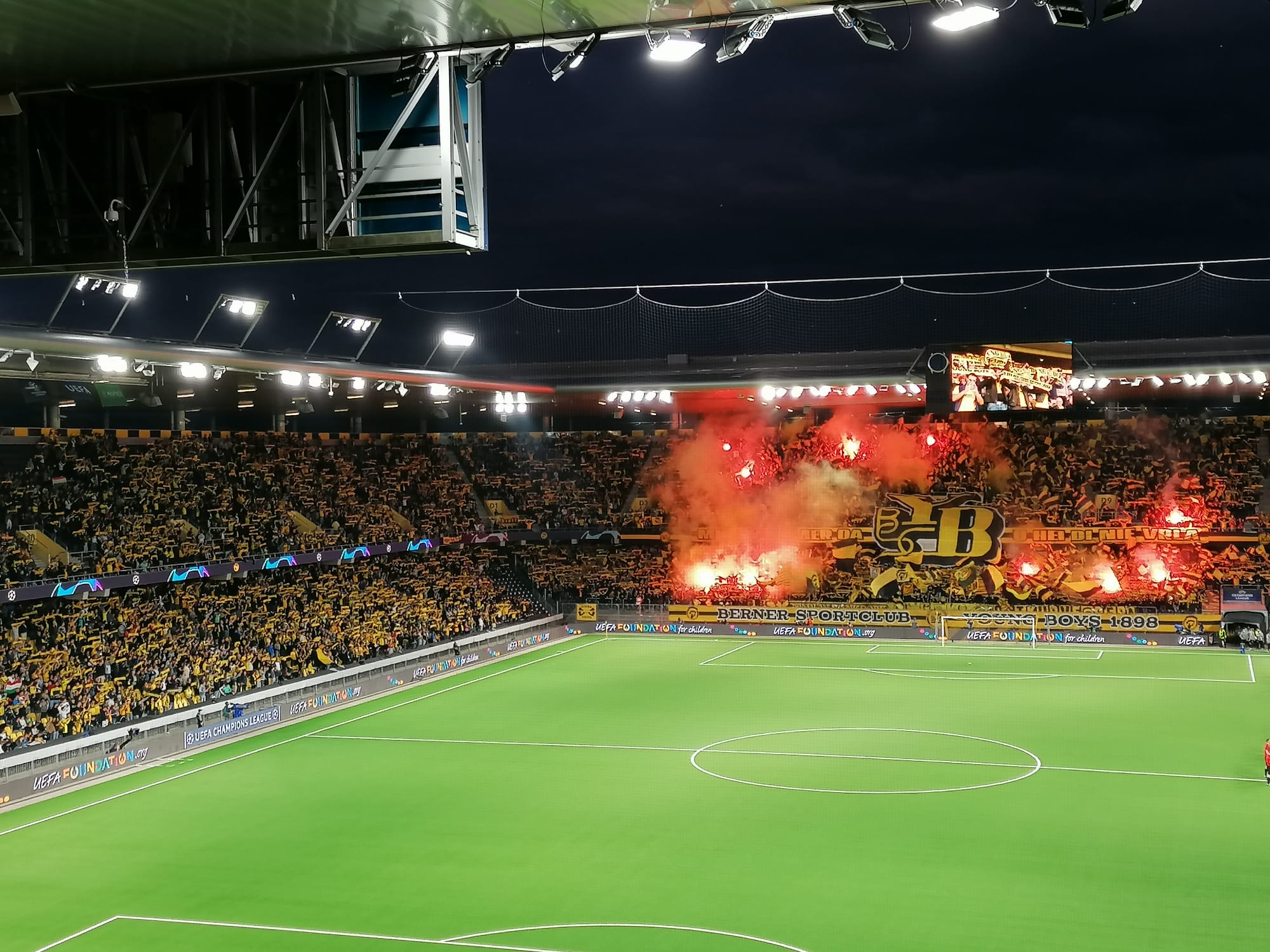
Das Stadion Wankdorf 2021 vor einem Champions-League-Play-off-Match zwischen dem BSC YB und Ferencváros Budapest

Das Stadion Wankdorf (bis Juni 2020 Stade de Suisse Wankdorf Bern) ist ein Fussballstadion, das im Wankdorffeldquartier der Schweizer Stadt Bern im gleichnamigen Kanton steht. Es ist die Heimspielstätte des Fussballvereins BSC Young Boys und ist nach dem St. Jakob Park in Basel das zweitgrösste Stadion des Landes. Es wurde nach dem Abriss des alten Stadions Wankdorf im Jahr 2001 gebaut und 2005 offiziell fertiggestellt und umfasst neben der Funktion als Fussballstadion auch ein Einkaufszentrum, eine Schule, einige Wohnungen und ein Solarkraftwerk. Als ein UEFA-Stadion der Kategorie 4 gehört es zur höchsten Klassifikation des Europäischen Fussballverbandes. Im Jahr 2008 fanden während der Fussball-Europameisterschaft hier drei Gruppenspiele statt. Zudem war das Stadion Austragungsort für die Fußball-Europameisterschaft der Frauen 2025, drei Gruppenspiele und ein Viertelfinale wurden hier ausgetragen.

## Allgemein
Es finden bei Fussballspielen bis zu 31'500 Zuschauer Platz (bei anderen Events bis zu 44'500), wobei der Fansektor seit dem 10. Oktober 2009 von den Sektoren D4 bis D10 Stehplätze hat. Die Stühle wurden auf Wunsch der Fans für nationale Spiele entfernt. Damit ist das Stadion Wankdorf das zweitgrösste Stadion der Schweiz. Es befindet sich ca. zwei Kilometer nördlich vom Stadtzentrum im Quartier Wankdorf. Das Stadion ist Teil eines Shopping- und Freizeitkomplexes (Wankdorf-Center), das unter anderem eines der grössten Einkaufszentren der Schweiz beherbergt. Die Kosten des gesamten Bauwerks beliefen sich auf 350 Mio. CHF, wovon 123,4 Mio. auf den reinen Stadionbau entfielen.

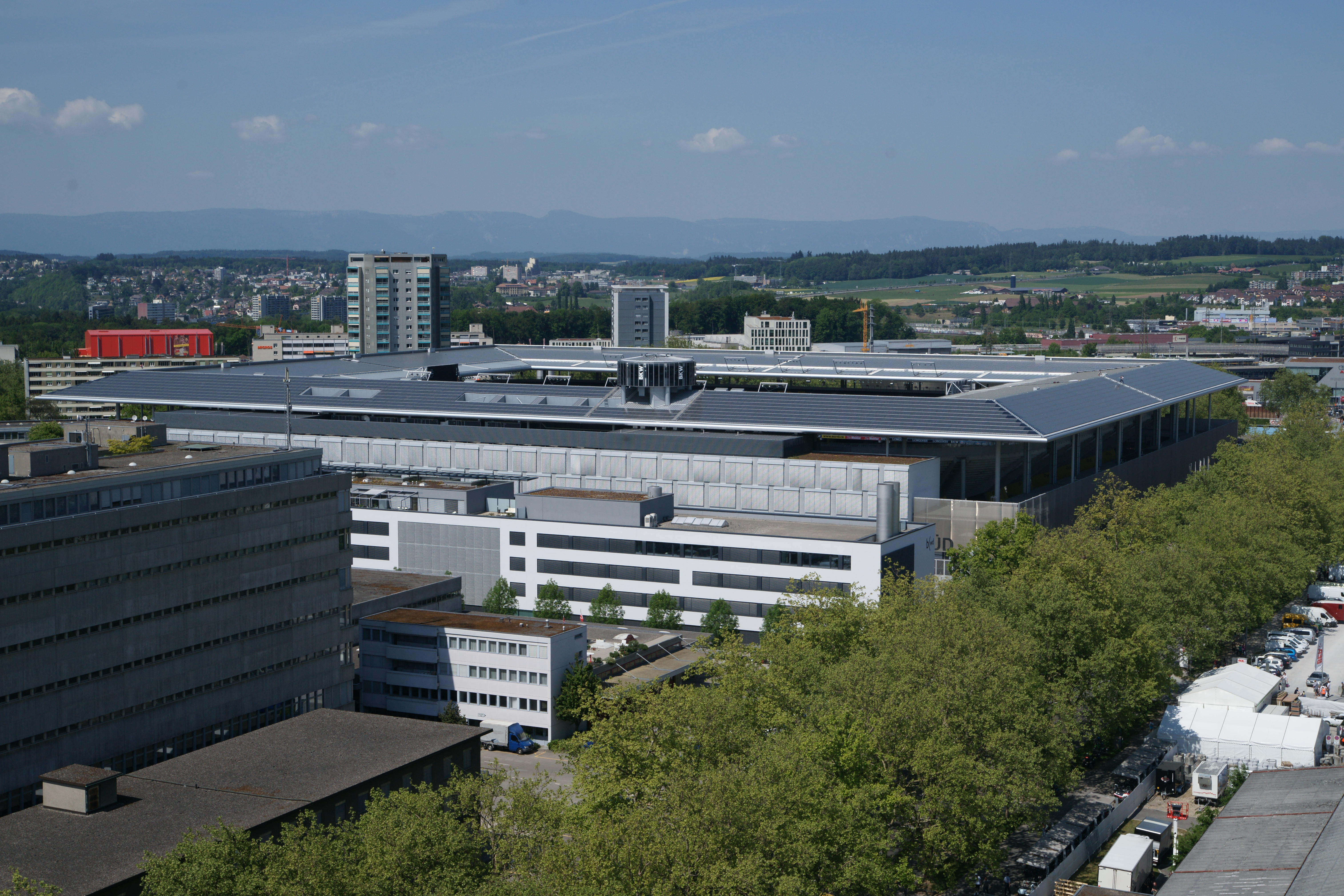
Aussenansicht von oben (2011)

Gebaut wurde das neue Stadion von der Marazzi Generalunternehmung. Der Bau dauerte über drei Jahre, dabei wurden über 100'000 Kubikmeter Beton verbaut, womit das Stadion schwerer als der Eiffelturm ist.
Das Stadion gehört genauso wie der Fussballklub dem Zürcher Medtech-Unternehmer Hans-Ueli Rihs.
Im März 2023 wurde die Kapazität nach dem Umbau des Gästesektors und verschiedenen weiteren Anpassungen von 31'120 Zuschauern auf 31'500 Zuschauer erhöht. Das erste Spiel mit der neuen Kapazität war das 125-Jahre-Jubiläumsspiel des BSC Young Boys gegen den FC Basel am 18. März 2023.

## Name
Das Bauwerk trug zunächst den Namen «Stade de Suisse Wankdorf Bern» (deutsch Stadion der Schweiz Wankdorf Bern). Der Name ging darauf zurück, dass es das Nationalstadion der Schweiz sein sollte. Bis 2014 lagen die Namensrechte bei der BKW Energie, dann fielen sie an den Stadionbetreiber zurück. Nach längerer Suche nach einem neuen Namenssponsor wurde mit der CSL Behring AG ein «Stadionpatronat» über fünf Jahre vereinbart. Der Sponsor verzichtete auf eine Bezeichnung des Stadions mit seinem Unternehmensnamen und ermöglichte so die Neubenennung mit dem Namen des Vorgängerbauwerks «Stadion Wankdorf» am 1. Juli 2020. Dies war von Fans langjährig gefordert worden.

## Lage

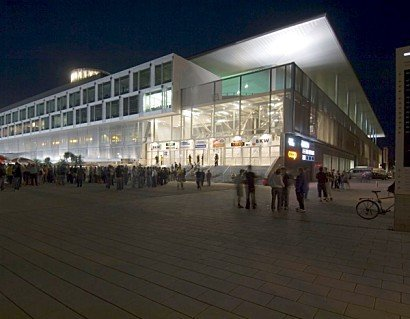
Stadion Wankdorf von aussen bei Nacht

Das Stadion befindet sich rund zwei Kilometer vom Stadtzentrum entfernt. Das Wankdorfquartier ist ausgezeichnet mit dem öffentlichen Verkehr verbunden. So gibt es fast neben dem Stadion einen Bahnhof, der nur drei Fahrminuten vom Berner Hauptbahnhof entfernt ist. Dieser wurde zusammen mit dem Stadion Wankdorf im Jahr 2005 gebaut und eröffnet. Weiter ist das Stadion durch eine Buslinie und eine Tramlinie von Bernmobil erschlossen.
Die SBB bieten an jedem Spieltag Züge an, die wegen des Spiels ausnahmsweise im Wankdorf halten. Diese fahren meistens in die Richtung des Gastteams und die weiter entfernten Orte im Kanton Bern für die eigenen Fans.

## Solarkraftwerk
Eine Innovation ist das ins Stadiondach integrierte Sonnenkraftwerk, welches bei seiner Inbetriebnahme 2005 den Solarpreis gewann und 2008 das weltweit grösste seiner Art war. Die Solarzellen erzeugen seit dem Vollausbau im Sommer 2007 auf einer Panelfläche von ca. 10'000 m² eine maximale Leistung von 1'300 kW (2005: 850 kW). Die Jahresproduktion beläuft sich auf zirka 1,3 GWh, was ca. 400 Haushalten entspricht.

## Stadionrasen
Im Frühling 2006 wurde der Naturrasen durch ein Kunstrasenspielfeld ersetzt, dank dem das Stadion Wankdorf auch als Konzert-Stadion genutzt werden kann. Der neue Rasen wurde noch im selben Jahr mit einem Konzert von Bon Jovi und später von Robbie Williams eingeweiht. So konnten Bands wie Genesis, Bon Jovi und Herbert Grönemeyer ohne Beschädigung des Rasens im Stadion spielen. Da für EM-Endrunden allerdings ein Naturrasen vorgeschrieben ist, wurde der Kunstrasen für die drei Spiele der UEFA Euro 2008 mit einem Naturrasen überdeckt. Nach Ende der Fussball-Europameisterschaft 2008 wurde er wieder entfernt.
Im Oktober 2011 wurde bekannt, dass erneut ein Naturrasen über dem Kunstrasen verlegt werden soll, um wieder Spiele der Nationalmannschaft sowie den Cupfinal beherbergen zu können. Der Naturrasen sollte bei Bedarf, z. B. für Konzerte, entfernt, gelagert und wieder eingebaut werden können. Die Verlegung des Naturrasens erfolgte schliesslich im Dezember 2011.
Nach zweieinhalb Saisons genügte er den Anforderungen der Liga nicht mehr und hätte bereits wieder ersetzt werden müssen. Der BSC Young Boys und der Stadionbetreiber entschieden jedoch, auf die Saison 2014/15 wieder zu einem Kunstrasen zurückzukehren. Als Gründe für die Rückkehr nannten sie die niedrigeren Unterhaltskosten und die besseren Trainingsbedingungen.
Im Juni 2023 wurde der höchsten Anforderungen nicht mehr genügende Kunstrasen ausgewechselt. Der alte Kunstrasen wurde dem FC Ins verkauft. Ausgediente, aber noch verwendbare Kunstrasen waren bereits 2013 (an den FC Interlaken) und 2019 (an den FC Wädenswil) verkauft worden.
Für die Europameisterschaft der Frauen 2025 in der Schweiz muss jedoch wieder ein Naturrasen verlegt werden, das soll allerdings erst im Sommer 2025 geschehen, weil der Kunstrasen für den Trainingsbetrieb bis dahin unentbehrlich ist. Wie es nach der Frauen-EM 2025 mit dem Belag weitergeht, ist noch unklar. Für einen definitiven Wechsel auf Naturrasen benötige der BSC Young Boys von der Stadt Bern Garantien für eine vollwertige Ersatzlösung für den Trainingsbetrieb in der Nähe des Stadions. Dies soll nun durch den Bau eines Trainingszentrums in Bolligen realisiert werden. Nach dem Turnier soll der Naturrasen in der Sportanlage in Brünnen weiterverwendet werden.

## Die Longines-Stadion-Uhr

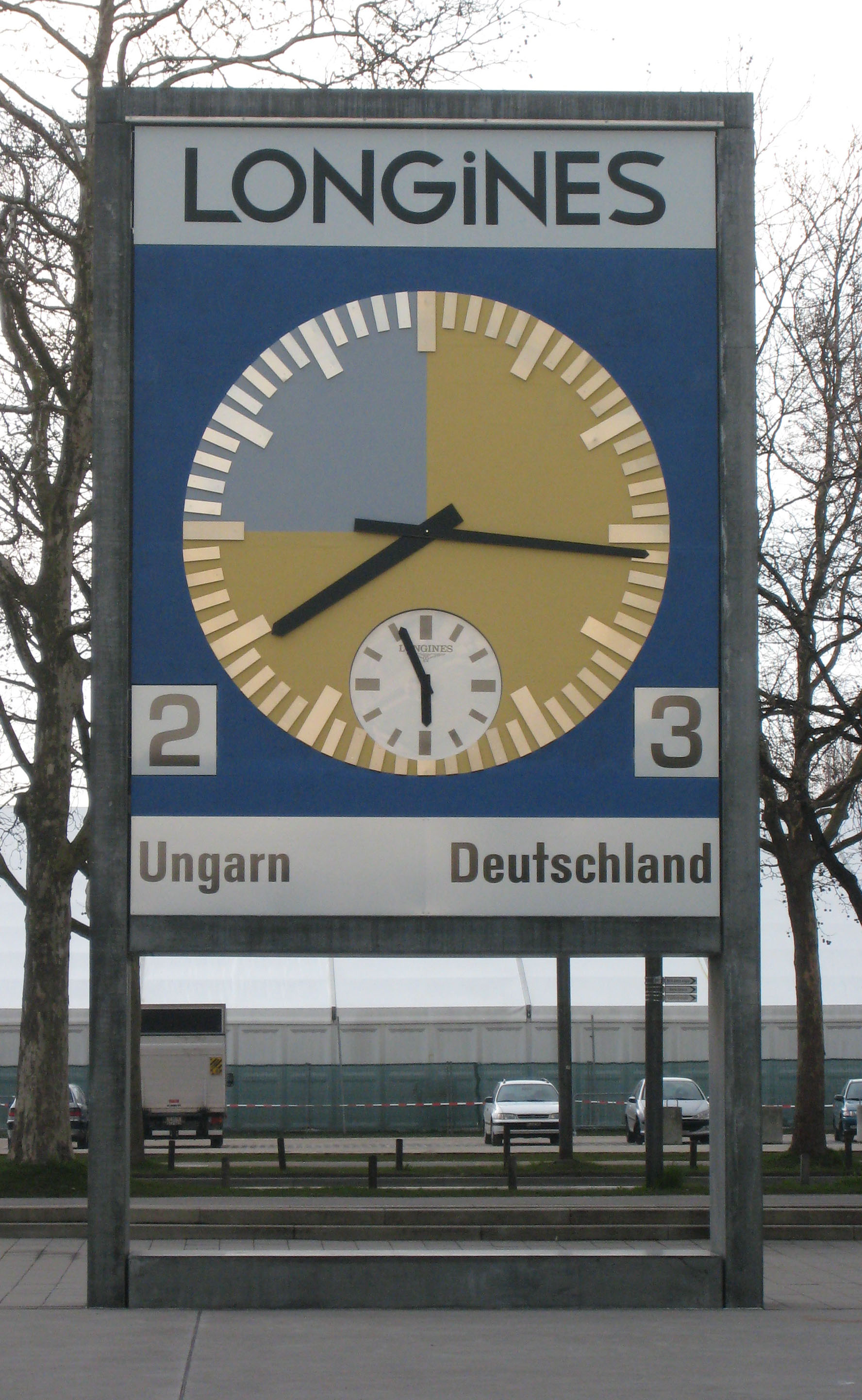
Die alte Stadion-Uhr des Wankdorfstadions im April 2008

Das Wahrzeichen des alten Wankdorfs war die Stadion-Uhr von Longines. Da vor allem dieser Teil des Stadions weltberühmt war, wurde diese Uhr Anfang Dezember 2007 auf dem Platz vor dem Stadion wieder aufgestellt. Dabei werden alle erhaltenen und renovierten Originalteile verwendet. Die Anzeige zeigte zuerst das Ergebnis des WM-Finals 1954 Ungarn – Deutschland 2:3 an. Seit dem 28. April 2018 hingegen zeigt die Uhr das Resultat jenes Spiels an, mit dem sich die Berner Young Boys zum ersten Mal seit 32 Jahren den Meistertitel sicherten. An jenem Abend siegten sie im ausverkauften Stadion gegen den FC Luzern mit 2:1 und wurden somit 2018 Schweizer Meister. Für die Berner schossen Guillaume Hoarau und Jean-Pierre Nsame je ein Tor. Nach dem Abpfiff stürmten die Zuschauer begeistert auf das Spielfeld, um ihre erfolgreiche Mannschaft zu feiern.

## Veranstaltungen

### Konzerte
Jährlich finden im Stadion Wankdorf zwei bis drei Konzerte statt. Bei Konzerten bietet das Stadion Wankdorf je nach Bühne bis zu 44'500 Plätze. Bisher sind unter anderem Robbie Williams, Bon Jovi, Bruce Springsteen, Pink, Muse, Depeche Mode, Herbert Grönemeyer, AC/DC, One Direction, Foo Fighters, die Red Hot Chili Peppers, Rammstein und Elton John aufgetreten.
Ab 2014 bis 2021 fand jährlich das Energy Air der NRJ-Radiosender Bern, Basel und Zürich im Stadion Wankdorf statt.

### Das «Tatze-Derby»

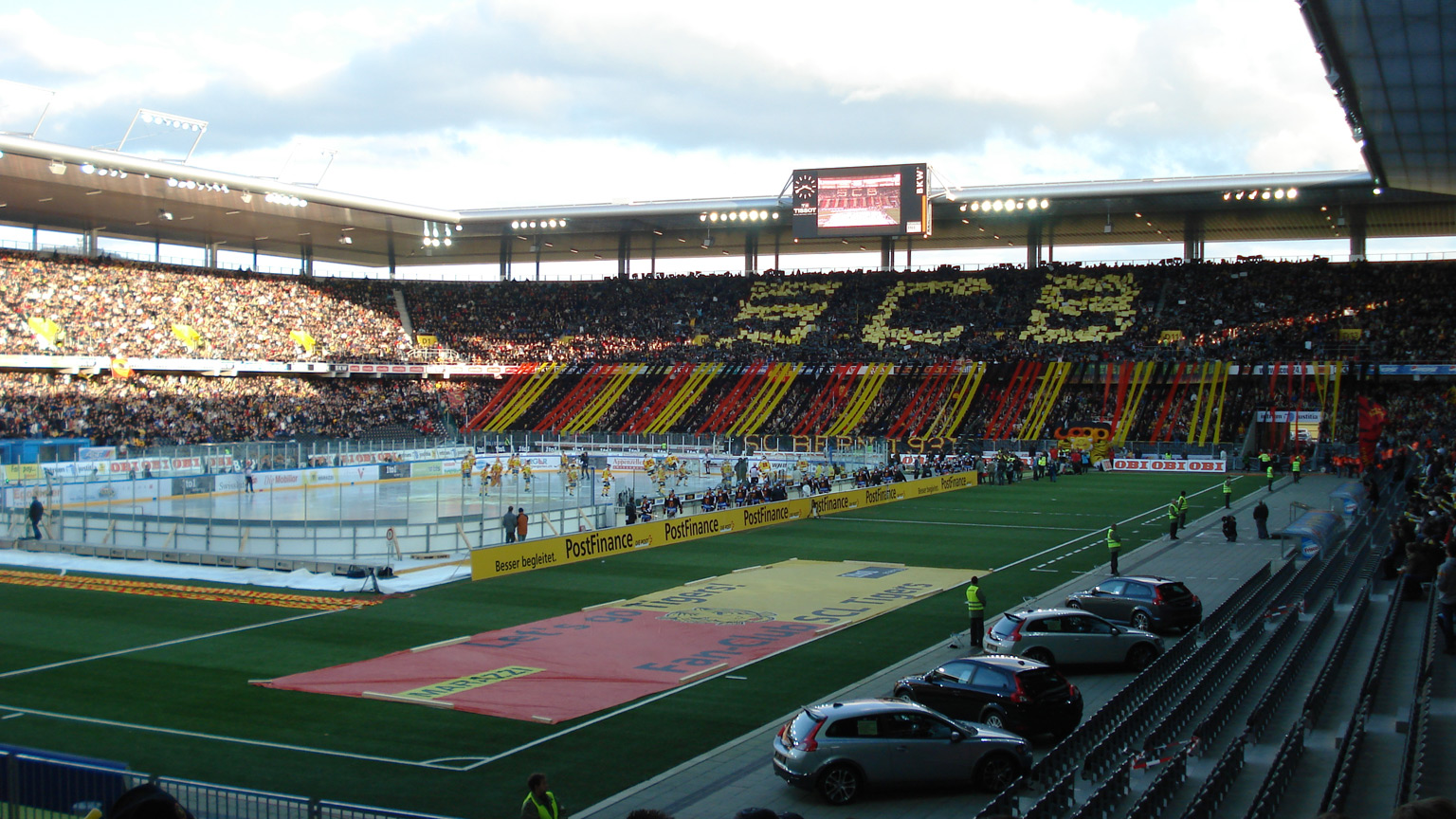
Eishockey im Stade de Suisse

Am 14. Januar 2007 fand im Stadion Wankdorf vor 30'076 Zuschauern (bis 2009 Europarekord für Clubspiele) ein Eishockey-Meisterschaftsspiel statt, das 100. Derby zwischen den SCL Tigers und dem SC Bern – das sogenannte «Tatze-Derby». Zu diesem Zweck wurde die Kunstrasenfläche mit einer Isolierschicht und 300 Kilometern Schläuchen mit Kühlflüssigkeit bedeckt und anschliessend eine rund fünf Zentimeter dicke Eisschicht aufgetragen. Das nach drei Tagen ausverkaufte Spiel endete mit einem 5:2-Sieg des SC Bern.

## Kurioses
2006 wurde erst im sechsten hier ausgetragenen Spiel der Super League vom Schiedsrichter Martin Salm im Rahmen der Spielvorbereitung festgestellt, dass der Penaltypunkt nicht bei ca. 11 Metern, sondern bei 10 Metern angelegt war.